# Új protestáns felekezetek irodalma
Újprotestáns felekezetek irodalma – Az erdélyi magyarság között az újprotestáns felekezetek közül legnagyobb hagyománya a baptista felekezetnek (mai hivatalos nevén a Romániai Magyar Baptista Gyülekezetek Szövetsége) és a hetednapot ünneplő adventista felekezetnek (mai hivatalos nevén a Hetednapot Ünneplő Keresztény Adventista Egyház) van.

## A baptista felekezet
A baptizmus első úttörői azok az üldöztetésük miatt Angliából Hollandiába menekült hitvallók voltak, akik a bemerítés bibliai igazságát felismerve, hitük megvallása után 1609-ben Amszterdamban bemerítkeztek. Egy részük aztán visszatért Angliába, ők alapították meg 1612-ben Londonban a jelenkori első baptista gyülekezetet. Az egyháztörténet azonban igazolja, hogy a keresztyénség kétezer éves története során mindig voltak olyan evangéliumi csoportok, amelyek a baptisták által ma is vallott legfőbb bibliai igazságokat hirdették. Így a baptisták joggal látják úgy, hogy tanításuk és hitéletük gyakorlati forrása az Újszövetség és az őskeresztyéni gyülekezetek példája.
Elnevezésüket másoktól kapták, de elfogadták a magukénak: a „baptista” kifejezés bemerítőt jelent, s az Újszövetség eredeti görög szövegéből származik, utalva arra, hogy hitvallás alapján és bemerítéssel keresztelnek, Jézus Krisztus rendelkezésének és az újszövetségi gyakorlatnak megfelelően.
A baptista közösségek a keresztyénség protestáns felekezeteinek sorába tartoznak. A mai baptisták tanítását és gyakorlatát a reformáció idején a harmadik ágat képviselő anabaptista mozgalmak mérsékelt, biblikus csoportjai közelítették meg legjobban. Az állam és az egyház szétválasztásának hívei; a személyes döntésen alapuló, önkéntesen vállalt tevékeny gyülekezeti tagság elvét vallják; nagy hangsúlyt helyeznek a Bibliához való ragaszkodásra, ez összekapcsolja őket a reformáció egyházaival a reformáció egyik legfontosabb alapelvének, a „Sola scriptura” elvének vállalásában, amely azt fejezi ki, hogy egyedül a Szentírás hitük és életük zsinórmértéke. A bemerített baptisták száma a világon meghaladja a 43 millió főt. (Családtagokkal együtt mintegy 80 millió ember tartozik a baptista gyülekezetek vonzáskörébe.)
Összefoglalóan szólva legfőbb sajátosságaikról, elsőként kell említenünk a Szentírás kizárólagos tekintélyének elismerését. Nem fogadják el, hogy bármilyen egyházi hagyomány a Bibliával (a teljes Írással) egyenrangú, vagy azt meghaladó tekintélyre tarthatna igényt. Ez nem jelenti azt, hogy ne lennének például hitvallásaik, amelyeket tiszteletben tartanak, ezek azonban nem állhatnak az Ige fölött. Egyébként a közös keresztyén örökség részeseiként elfogadják az Apostoli hitvallásban és a Nikaia–konstantinápolyi hitvallás megfogalmazott alapvető és általános hitigazságokat.
Az Újszövetségi Szentírásból megismerhető önálló gyülekezetekben élnek. Gyülekezeti taggá csak megtért, önkéntesen csatlakozó, hitéről vallást tévő és bemerítkezett személy lehet. Vallják az egyetemes papság elvét, a lelki élet tisztaságának megőrzése érdekében gyakorolják a gyülekezeti fegyelmet. A gyülekezetek lelki és anyagi ügyeiket önállóan intézik; önkéntes adakozásból tartják fenn magukat. Istentiszteleteik bensőségesek, ezeken az igehirdetés áll előtérben. Emellett azonban karénekek, zenekari számok, bizonyságtételek hangzanak el.
A baptisták egész történelmük során küzdöttek a lelkiismereti- és a vallásszabadság megvalósulásáért, a „szabad államban szabad egyház” eszméjének hirdetői.
Végül van egy olyan sajátosságuk, amelyet a baptista gyülekezetek mindig fontosnak tartottak: ez a lélekmentés. Az „európai baptisták atyja”, Johann Gerhardt Oncken mondotta: „Minden baptista misszionárius.” Ez azt jelentette egyrészt, hogy minden gyülekezeti tag küldetése az evangélium hirdetése, a Jézus Krisztusról való bizonyságtétel. Másrészt utalt arra, hogy minden bűnben, Isten nélkül élő embert Jézushoz kell vezetni. A névleges, csupán felszínesen vallásos keresztyéneket is. A baptisták ugyanis őket nem tartják Krisztus egyházához tartozóknak, viszont felelősséget éreznek üdvösségükért, hogy őszinte megtéréssel Jézus Krisztushoz jöjjenek. Ez természetesen csak lelki eszközök igénybevételével, Isten hívó szavának önkéntes elfogadásával, kényszerítés nélkül történhet.
A baptista vallás a Kárpát-medencében – a magyarok között – több mint 150 éves múltra tekint vissza. A velük szellemi rokonságban álló – bár elődeiknek csak közvetetten tekinthető – anabaptisták azonban már 1523-ban megjelentek Magyarországon. 1546-ban anabaptista hutteriták (habánok) csoportjai telepedtek meg a Felvidéken, majd Nyugat-Magyarországon, ahol kezdettől fogva üldözések érték őket. Erdélyben Bethlen Gábor fejedelem – ő a vallási türelem híve volt – telepítette le őket 1621-ben. Központjuk Alvinc volt, ahonnan több településre is eljutottak, többek között Székelyudvarhelyre s Bodolára is. Az utóbbi településre gróf Béldy Kelemen, a fejedelem egyik híve vitte őket, hogy birtokain letelepedjenek. A baptisták hitelődei különböző mesterségeket folytattak: volt köztük orvos, tanító, asztalos, kőműves, szekérkovács, de szíjgyártó és fazekas is. Az utóbbi iparág művelőit nevezték habánoknak, akik hozzájárultak Erdély iparának felvirágzásához és komoly művészi értéket képviselő kerámiájukról is híressé váltak. Az anabaptista közösségek Mária Terézia uralkodása idején szűntek meg. Egy részük kényszerből katolizált, más részük Oroszországba menekült, majd onnan sokan Amerikába vándoroltak ki.
Trianon után az erdélyi magyar baptisták két szervezetet is létrehoztak: egy részük 1920. október 27-én Nagyszalontán megalakította a Magyar Baptista Szövetséget, amelynek a román állammal is sikerült elismertetnie magát, más részük néhány héttel később (november 14-én) Szilágynagyfaluban létrehozta a Szilágysági Szabad Baptista Szövetséget. Bár az utóbbinak az állam részéről üldözésben is része volt, a két szövetség csak 1935-ben egyesült.
A Magyar Baptista Szövetségnek már 1923-ban sikerült Nagyváradon saját nyomdára szert tennie, amely körül gazdag szellemi tevékenység bontakozott ki. Itt adták ki az 1921-ben indított és hosszabb megszakítás után 1990 óta újra megjelenő Szeretet  folyóiratot és a Jó Pásztor című gyermeklapot (1930–31), amelyek mellett a két világháború közötti időszakból említést érdemel a kolozsvári Világító Őrtorony (1922–23), a marosvásárhelyi Útmutató (1924–25), a Meyer Henrik által még 1895-ben alapított s a Szilágysági Szabad Baptista Szövetség által kiadott Igazság Tanúja (Szilágysomlyó, ill. Székelyhíd 1925–47), az Igazság Hírnöke (Kisjenő, 1932–33), a temesvári Örömhír (1934–37) és Az Üdv Üzenete (Temesvár, majd Brassó 1933–40).
A két világháború közötti magyar nyelvű baptista irodalom teljes egészében a hitépítés szolgálatában állott. Legjelentősebb alakjai Bordás István, Molnár Károly, a temesvári Baptista Irodalmi Társaság alapítója (1933), Szentessy Gábor, Koszta Vilma és Majorné Antal Mária, akik mellett a baptista felekezeti lapokban és a Hárfahangok című antológiában (Nagyvárad, 1924) más nevekkel is találkozunk (Ács Sándorné, Horváth János, Körössy Béla, Papp Károly, Somogyi Imre, Széll Károlyné, Vass Sándor).
Az önálló kötetek közül szépirodalmi jellegű Molnár Károly Effatta (Nagyvárad, 1925) és Antal Mária Kincses erszény (Nagyvárad, 1938) című, verseket és jeleneteket tartalmazó kötete, a Hárfahangok (versantológia az ifjúság számára, Nagyvárad, 1924) és A millenniumi hajnal himnuszai (énekeskönyv, Kolozsvár, 1934). A baptista felekezet gondozásában Kis Könyvtár címmel egy 12 füzetből álló sorozat is napvilágot látott 1925-ben Kolozsváron.
A bécsi döntést követően az észak-erdélyi és észak-székelyföldi baptista gyülekezetek betagolódtak a magyarországi baptista szövetségbe, a dél-erdélyiek viszont – szervezeti keretek nélkül – az Antonescu-rendszer üldözéseinek voltak kitéve. A háború végén aztán, már 1944 decemberében Erdélyi Magyar Baptista Konvenció néven újraalakították egységes szervezetüket (elnöke Bokor Barnabás, titkára Dénes Ferenc lett), amelyet aztán 1950-ben állami nyomásra beolvasztottak a Romániai Baptista Hitközségek Uniójába. Ez az időszak, egészen 1989-ig, a magyar nyelvű baptista felekezeti irodalom föld alatti korszaka.
1946-ban újraindult Az Igazság Tanúja, 1947-ben egy havilap is, Testvéri Szó címmel, s önálló kiadványként évente kétszer megjelent a Szeretet. Kiadtak egy konferenciafüzetet is Tábortűz mellett címmel (Jelics Gyula utószavával, Nagyvárad, 1947), amelyben baptista szerzők (Dani Zoltán, Dénes Ferenc, Kárász Izabella, Somogyi Imre) mellett ismert költők (Reményik Sándor, Szabolcska Mihály) verseivel is találkozunk. 1948-ban azonban ezek mind megszűnnek, s a következő időszakból mindössze néhány kéziratos „szavalatos füzet” jelent meg (összeállítói Mátis Béla, Zeffer Antal, Sándor Illés, benne a baptista szerzők mellett Ady Endre, Mécs László, Reményik Sándor versei is olvashatók). Említhetjük még Bartha István Magyarországon kiadott Testvérek című történelmi regényét (Budapest, 1970), valamint A hit hangjai c. énekeskönyvet (8. kiadása Kolozsvár, 1974; 9. kiadása 2005).
A Ceaușescu-diktatúra 1989. decemberi bukása után, mindjárt 1990 januárjában újraalakul a Romániai Magyar Baptista Gyülekezetek Szövetsége, s újraindul a felekezeti sajtó: Nagyváradon a Szeretet; annak szerkesztősége gondozásában 1996-tól a középiskolások számára szerkesztett Felfedezők, valamint ugyancsak 1996-tól a Keresztutak és az Útravaló. 1990-ben indítja meg a magyar baptista fiatalok lapját, a Mustármagot Borzási István (későbbi főszerkesztője Gönczi Géza).
Az 1989 utáni időszak széles körben ismert kiadványa A Szeretet naptára, amelyet a lap 1994–2003 között jelentetett meg, szintén Nagyváradon.
Ebben az időben újraéledt a baptista hitelvek szellemében született irodalom. A legtermékenyebb szerző Borzási István, akinek 1998–2008 között prédikációs kötete, hermeneutika és homiletika kézikönyve jelent meg, s aki egyházi énekeskönyvet is szerkesztett. Mellette a teológiai szintű baptista felekezeti irodalmat Kovács József képviseli, aki a lelkészi pályára készülők számára újszövetségi görög nyelvkönyvet jelentetett meg (Kolozsvár, 1998). Részben a Baptista Szövetség, ill. az ITM (International Teaching Ministry) Kiadó gondozásában, részben saját kiadásban több verseskötet is napvilágot látott. Szerzői közül a legkiforrottabb az 1930-as évektől verselő Dani Zoltán (kötetei: Az Ararát hegyén. Kézirat, 1989, kötetkiadásban Nagyvárad, 1991; Oltári áldozat. Nagyvárad, 1993; Esti harangszó. Nagyvárad, 1997); Antal Ferenc (Égő szövétnek. Nagyvárad, 1993; Vallomás a kereszt tövében. Verseskönyv, Nagyvárad, 2007), Tőtös János (Korai eső. Erdőszentgyörgy, 2004), Mátis Géza (Isten kezében. 2004; Lépésről lépésre. 2004; Legyen meg a Te akaratod. Nagybánya 2007), Mucsi B. János (Hulló csillagok. Vajdahunyad, 2007). Ebben az időben jelenik meg a diktatúra idején börtönt is viselt Mátis Béla posztumusz kötete (Egyszerű dalok. Nagybánya, 1997). Érdeklődéssel fogadták a hívek az Égő kövek üzenete című antológiát (összeállította Molnár Jakab, Nagyvárad, 1992) és az önéletrajzi visszaemlékezéseket: Balk Margit Egy verebecskénél (2004), Megyesi József Önéletrajzom (2004) és id. Veress Ernő Csak eszköz voltam (2005) című köteteit, valamint a gyülekezetek és az egész közösség múltját felelevenítő munkákat is, amelyek sorában Varga János a temesvári, a kolozsvári és a kalotaszegi, Bartha István a nagyváradi, Szűcs A. Tibor a dévai magyar baptista gyülekezetek 19–20. századi történetét írta meg. A Biblia tanulmányozását elősegítő, félévente megjelenő kiadványok mellett (Én és a Biblia. 2–5. osztályosoknak, Igebúvár. 6–8. osztályosoknak, Felfedezők. 9–12. osztályosoknak, Útravaló. Felnőtteknek) Grigorov Adrián szerkesztésében több, gyermekek, fiatalok, illetve felnőttek hitben való oktatását szolgáló kötet is megjelent. Az ITM Kiadó külföldi szerzők (Dennis Caplinger, David Dawson, William Fay, Ralph Hodge, Maurice Paine, Gene Wilkes, Bruce Wilkinson) magyar nyelvre fordított munkáit is megjelentette.
A Romániai Magyar Baptista Gyülekezetek Szövetsége ma, legutóbbi statisztikája szerint 12 567 tagot és hozzátartozót tart nyilván, akik 224 gyülekezetet alkotnak az ország 16 megyéjében.
A Mustármag körül egy új nemzedék szerveződik, helyüket és egyéni hangjukat kereső fiatalokkal (Fazakas Noémi, Király Renáta, Kiss Adina, Kiss Lehel, Kulcsár Rebeka, Meleg Adina).

## Adventista felekezet
Az adventista felekezet magyar nyelvű irodalma jóval szerényebb méretű. Az első erdélyi gyülekezetek szervezése egy lengyel prédikátor személyéhez fűződik, aki az 1870-es években jelent meg nálunk. A 19. század végén Kolozsvár és Nagyszeben voltak a legjelentősebb központjaik.
Romániában 1921-ben alakult meg az Adventista Felekezet Konferenciaegyesülete (Uniunea de Conferinţe a Bisericii Adventiste); az 1930-as népszámláláskor az egész országban mintegy 16 000-en vallották magukat a felekezethez tartozónak. A második világháború alatt az egyesületet a háborút elítélő, a fegyverfogást megtagadó álláspontja miatt törvényen kívül helyezték, a prédikátorokat és a hitükhöz ragaszkodó híveket üldözték. Csak 1946-ban ismerték el újra ideiglenesen, s ezt 1950-ben követte statútumuk törvényes elismerése.
Magyar nyelvű hitépítő irodalmuk, sajtójuk legnagyobbrészt a román nyelvű lapok-kiadványok fordítása vagy önállóan is azok patronátusa alatt, leginkább Bukarestben jelent meg: a két világháború között a Misszió Őrálló (1926), Adventi Hírnök (1929–33) és Missziós Hírek (1941), illetve Brassóban a Szombati Őrálló (1926–29), Misszió Hírnök (1929) és Szombatiskolai Leckék (1930–31), Kolozsváron pedig az Adventközlöny (1938).
A könyvkiadás központja magyar nyelven is a bukaresti Advent Kiadóhivatal. Itt adták ki Michnay László Akarsz-e meggyógyulni? c. hitépítő füzetét (Bukarest, 1936), valamint (a fordítók megjelölése nélkül) L. R. Conradi, C. T. Russel, J. F. Rutherford, D. N. Well, E. G. White hitépítő írásait, az Imanapi előadások (Bukarest, é. n.) és a Gyermekszombatiskola füzeteit (uo. 1938).
Az 1989-es romániai forradalmat követően, több évtizedes szünet után, a szintén Bukarestben megjelenő Curierul Adventist testvérlapjaként 1992-től Kolozsvárt indult meg az Advent Szemle, ugyanitt az inkább kiadványsorozatnak tekinthető, negyedévente megjelenő Bibliai Tanulmányok és az Idők Jelei (mindkettő 1990-től), valamint a Szászrégen–Marosvásárhely impresszummal kiadott Kapocs, az egyház ifjúsági osztályának lapja. Jellegüket tekintve eligazító az egyik munkatárstól származó információ, miszerint ez utóbbi kiadványok az Amerikai Egyesült Államokban íródnak, s a magyar kiadásnak csak a fordítása és a nyomdai munkái készülnek nálunk (Kuszálik, 2001. 64–65). Munkatársai (ezek szerint az anyagok fordítói) Bánfiné Roóz Magdolna, Dandó Erika, Erdélyi László, Halmi Szabó Gyöngyi, Simonka Gusztávné, Szilvási József, Vaczlavik Julianna, Zarka Péter és Zarkáné Teremy Krisztina Edit.
A Bukarestben működő Adventista Teológiai Intézet kiadványai közt szerepel Szallós-Farkas Zoltán egy román nyelvű munkája: Curs de introducere în Noul Testament (Buk. 2005).
Az Adventi Szemle felelős szerkesztője Faluvégi Dezső, szerkesztőbizottságának tagjai Forray Lázár, Gyéresi Ernő, Szallós-Farkas Zoltán, Szász Ernő és Timis-Balázsy Sándor.
A felsoroltak közül néhánynak a neve a magyarországi Adventista Egyház támogatásával 1989 után megjelentetett kiadványokon is szerepel: Bánfiné Roóz Magdolna a Bibliai tanulmányok 1. kötetének (Bukarest, 1993) fordítója, Gyéresi Ernő és Timis-Balázsy Sándor Ellen Gould White több munkájának, 1990–92 között kiadott bibliaolvasó kiadványoknak a szerkesztői. Ezeken kívül – szerző-fordító feltüntetése nélkül – még két kiadványt említhetünk: a Bibliai tanulmányok ugyancsak Bukarestben kiadott 2. kötetét és Charles Lindsay Taylornak A kijegyzett könyv című kisregényét (Bukarest, 1990).

### A baptista irodalomhoz
- Szívós Mihály: A Szilágy vármegyei baptizmus 50 éves története. Az Igazság tanúja 1946/3.
- Kiss László: Bordás János emlékére. Szeretet, 1990/1.
- Pusztai János: Nagybányán élt egy ember [Mátis Béla]. Bányavidéki Új Szó, 1990. január 28.
- Kiss László: Ébredés Erdélyben és Magyarországon. Arad 2000.
- Eszes Zoltán: Ébredési mozgalom a Szilágyságban.
- Zágoni Jenő: Dénes Ferenc. Szolgatárs, 2001/3;
- Zágoni Jenő: Bethlen Gábor és a baptisták. Alvinci kódex 1623–1664. Reprint. Budapest, 2003;
- Zágoni Jenő: Ifj. Bordás István, Molnár Jakab, Bokor Barnabás, dr. Ilonka Margit élete és munkássága. Budapest, 2004.
- Varga János: A Temesvár-Gertenyesi Magyar Baptista Gyülekezet 1879–1989. Kolozsvár, 2003;
- Varga János: A kolozsvári Magyar Baptista Gyülekezet… krónikája. 1874–2004. Kolozsvár, 2004.
- Szűcs A. Tibor: A dévai Magyar Baptista Gyülekezet története. Vajdahunyad 2007.
- Kiss Lehel: Az 1920-tól napjainkig létrejött romániai magyar baptista költészeti jellegű alkotómunka önértelmezésének teológiai kritikája. Nagyvárad, 2008.
- Kelemen Annamária: Kéziratos szavalatos füzetek. Kézirat é. n.